# Advanced Nonlinear Studies
Advanced Nonlinear Studies is een internationaal, aan collegiale toetsing onderworpen wetenschappelijk tijdschrift op het gebied van de wiskunde.
De naam wordt in literatuurverwijzingen meestal afgekort tot Adv. Nonlinear Stud.
Het wordt uitgegeven door UTHSCSA Press en verschijnt vier keer per jaar.
Het eerste nummer verscheen in 2001.